# Gnocchi alla romana
Gli gnocchi alla romana sono un piatto tipico della cucina romana. 
Il piatto viene anche rivendicato dalla cucina piemontese, per la presenza del burro, che è un ingrediente più diffuso nel Nord Italia.

## Descrizione
Si cuoce la semola nel latte con pepe e noce moscata, si stende il composto e si lascia rassodare. Con un bicchiere si tagliano dei dischi che vengono distesi in una teglia,  conditi con burro e parmigiano. Quindi la teglia viene passata in forno. 
Tradizionalmente sono accompagnati con polpette di carne, salsa di pomodoro e formaggio grana.
Una preparazione molto simile, realizzata con farina di mais al posto del semolino, è chiamata gnocchi di polenta. Ha il vantaggio di essere priva di glutine.